# تپه کهارد B
تپه کهارد B مربوط به هزاره اول قم است و در شهرستان رزن، بخش مرکزی، دهستان رزن، روستای کهارد واقع شده و این اثر در تاریخ ۲۷ بهمن ۱۳۸۷ با شمارهٔ ثبت ۲۴۶۲۱ به‌عنوان یکی از آثار ملی ایران به ثبت رسیده است.